# Клавуліна гребінчаста
Клавуліна гребінчаста, коралоподібна, рогатик гребінчастий (Clavulina cristata) — вид грибів роду клавуліна (Clavulina). Сучасну біномінальну назву надано у 1888 році.

## Класифікація
Описаний данським ботаніком Теодором Холмскьольдом у 1790 як Ramaria cristata, проте раніше в 1753 році Карл Лінней описав його як Clavaria coralloides. У 1888 році німецький лікар і міколог Йозеф Шретер описав цей вид як Clavulina cristata. Міжнародний кодекс ботанічної номенклатури радить використовувати назву саме Ліннея, проте гриб у більшості ботанічних книг і на сайті Mycobank [Архівовано 12 Березня 2017 у Wayback Machine.] фігурує під назвою Clavulina cristata.

## Будова
Білий коралоподібний гриб з гіллястим тілом 3-10 см та витягнутими загостреними зубчиками на кінцях. М'якуш білий.

## Життєвий цикл
Плодові тіла з'являються влітку.

## Поширення та середовище існування
Росте в лісах.

## Практичне використання
Їстівний гриб.

## Галерея

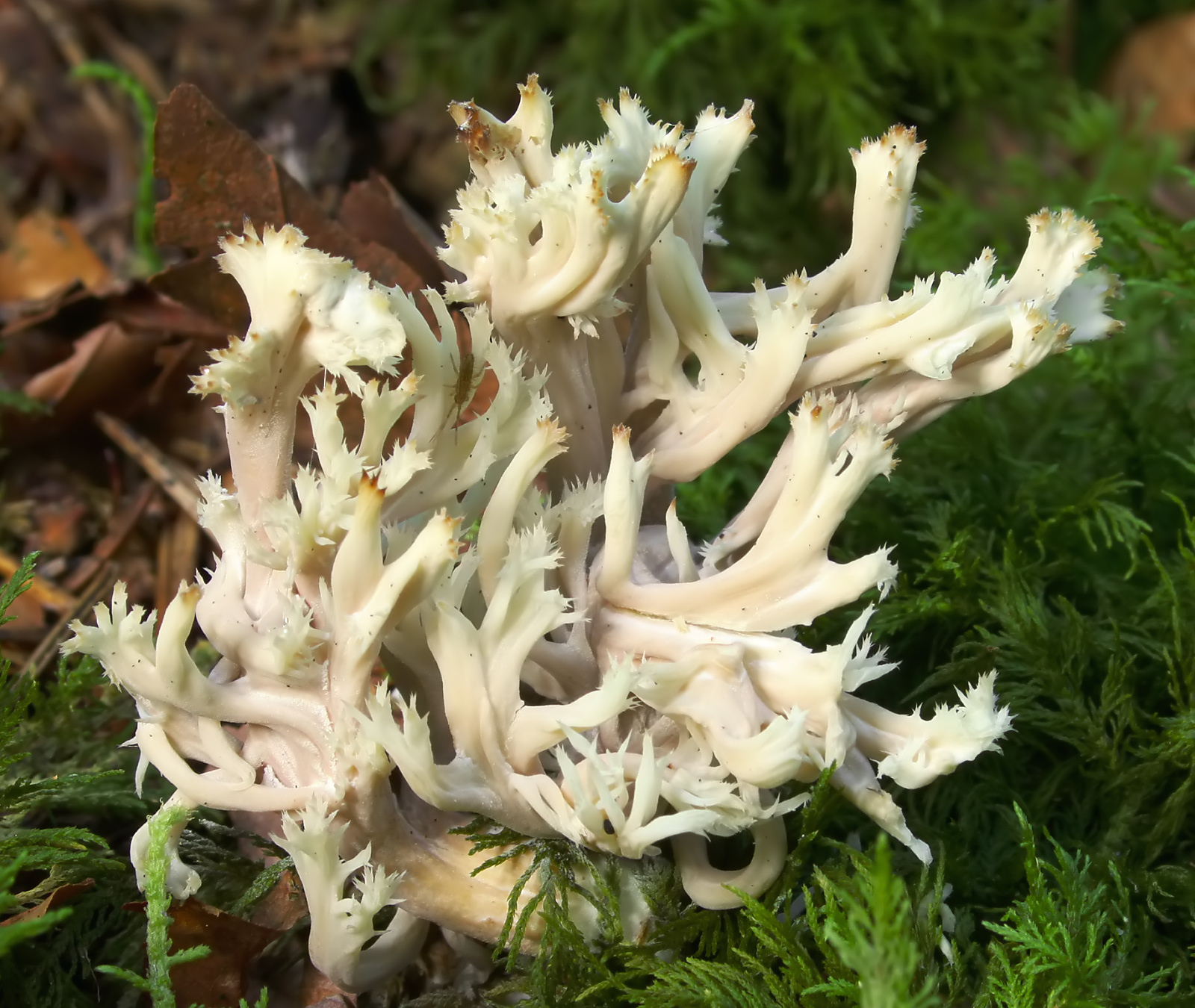
Плодове тіло
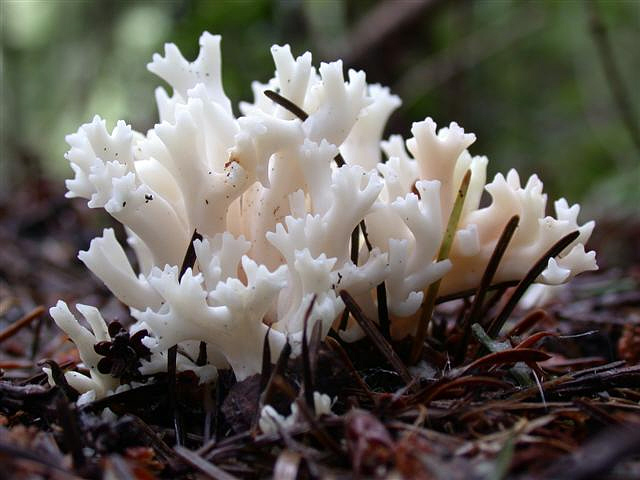
Молодий гриб